# Студініца
Студініца (рум. Studinița) — село у повіті Олт в Румунії. Входить до складу комуни Студіна.
Село розташоване на відстані 142 км на захід від Бухареста, 50 км на південь від Слатіни, 62 км на південний схід від Крайови.

## Населення
За даними перепису населення 2002 року у селі проживали 1310 осіб, з них 1308 осіб (99,8%) румунів. Рідною мовою 1308 осіб (99,8%) назвали румунську.